# ساندویچ (فیلم ۲۰۱۱)
«ساندویچ» (انگلیسی: Sandwich) فیلمی در ژانر کمدی رمانتیک است که در سال ۲۰۱۱ منتشر شد.